# Книга пророка Йоіла

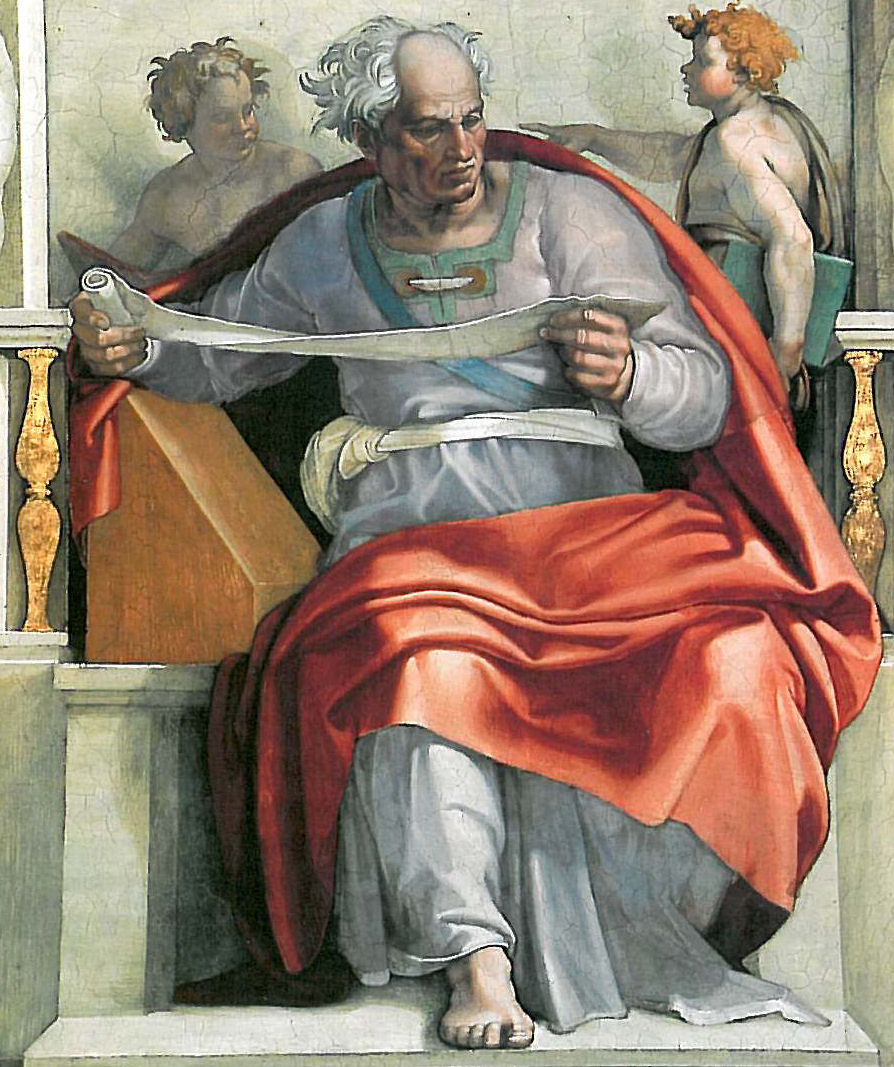
Йоіл. Фреска Стелі Сикстинської капели

Книга пророка Йоіла (Іоїла) — книга малих пророків Старого Завіту Біблії та до розділу Невіїм Танаху. У досить благополучний період Юдейського царства пророк Йоіл закликав співгромадян до щирої віри в Бога і відмови від показного служіння Господу.

## Автор та час написання
Його книга представлена як «слово Господнє, що було до Йоіла, сина Бетуїла» (Йоіл 1:1). Мабуть, це і все, що ми дізнаємося з Біблії про самого Йоіла. Йоіл — івр. יוֹאֵל, чи Йоель, означає «Єгова є Бог». Близьке знайомство Йоіла з Єрусалимом, його храмом і особливостями храмового служіння, вказує на те, що можливо, пророк писав свою книгу в Єрусалимі або в Юдеї. Опосередковано з Книги випливає, що він походив з Юдеї, мешкав у Єрусалимі та мав тісні контакти з священичим середовищем. Книга постала після неволі, найімовірніше у IV ст.

## Зміст
Книга пророка Йоіла в перекладах І. Огієнка та І. Хоменка складається з чотирьох розділів. Вона починається описом страшного лиха, що спіткало Юдею: сарана винищила посіви і народ був приречений на голод.
Нашестя сарани представлено в книзі як день Господній — день темряви і мороку (Йоіл 2:1-2), як спустошення від Всемогутнього прийде він ([[|Йоїл]] 1:15). Сарана уподібнюється воїнам ворожої армії розоряють землю (Йоіл 1:6, Йоіл 2:2-11). Це лихо стало приводом для заклику до розкаяння і навернення. Лише це може стримати караючу руку Бога. На тлі цього великого нещастя пророк вказує на нинішній день — набагато грізніший і небезпечніший. Це день суду, який напевно прийде, якщо Ізраїль не навернеться. Отже, якщо пошесть сарани є достатньою причиною для навернення і покути, то наскільки вагомішою має бути пророцтво судного дня. Волання Йоіла не залишаються без відповіді і перша частина Книги закінчується промовою Ягве, який провіщає кінець пошесті, за ним іде подячний гімн, а потім — обітниця багатого врожаю.

Друга частина Книги говорить про День Господній, який прийде після появи двох знаків: а саме вилиття Духа і космічних катаклізмів, які проте не викличуть паніки серед мешканців Юдеї, що знайдуть прихисток на Сіоні і Бог помилує Ізраїля знову (Йоіл 2:18-27). Отже передбачення Дня Господнього, порятунку і суду Божого, в книзі Йоіла особливо яскраво представлено так, що день Господній це і радість і горе. Перше пророцтво, пов'язане з ним — це пророцтво про сходження Духа Божого на Його народ (Йоіл 3:1-5). У третій частині книги Господь промовляє устами Йоіла про зіслання Святого духа та день Господній. Якщо раніше Дух Божий сходив тільки на обраних (пророків, царів), то в день Господній весь народ Божий буде наділений цим даром. Потім слідує похмура картина знамень того дня (Йоіл 3:4-5), але й обіцянка порятунку для всіх, хто кличе Ім'я Боже.
Четверта глава книги описує великий суд у «долині Йосафатовій». Ця назва буквально означає «Господь судить» і символізує собою місце, де Господь буде судити народи. Цей суд відбувається урочисто, на що вказує форма скликання народів. Знаменно, що в числі ворогів пророк не називає асирійців та вавилонян, які найбільше спричинилися до знищення народу, а називає мешканців сусідніх Тиру та Сидону; виявляється що найприкрішими ворогами людини є її найближчі (Мт. 10:36). День господній має й інший бік. Як Дамоклів меч він висів над Юдеєю та Єрусалимом, однак завдяки їх розкаяттю і наверненню отримав нове значення. Остаточно День Господній показано як день поразки і знищення для поган, а для Божого народу — день милосердя і порятунку. Слова про багатоводні потоки Юдеї, творять образ нового раю. Книга закінчується повідомленням про те, що Бог постійно житиме на Сіоні.

## Християнство
Пророцтво Йоіла має важливе значення і для християн. Церква може мати надію на остаточну перемогу над усіма злими силами цього світу. Останнє слово — Божий Вирок — належить Богові, володареві історії. Оскільки у своєму пророцтві пророк Йоіл передбачив сходження Святого Духа «на всяке тіло» (Дії 2:17-18), він вшановується християнами, як пророк Дня Зіслання Святого Духа. Апостол Павло у своєму Посланні до римлян трактуючи значення «народ Божий» на який зійде Святий Дух із строки Йоіл 3:1-5 робить наголос на «всякий», тобто до народу Божого належить той, хто закликає ім'я Боже і кого закликав Господь (Рим. 10:12-13).